# Уиллифорд (Арканзас)
Уиллифорд (англ. Williford) — город, расположенный в округе Шарп (штат Арканзас, США) с населением в 63 человека по статистическим данным переписи 2000 года.

## География
По данным Бюро переписи населения США город Уиллифорд имеет общую площадь в 0,78 квадратных километров, водных ресурсов в черте населённого пункта не имеется.
Город Уиллифорд расположен на высоте 99 метров над уровнем моря.

## Демография
По данным переписи населения 2000 года в Уиллифорде проживало 63 человека, 18 семей, насчитывалось 32 домашних хозяйства и 46 жилых домов. Средняя плотность населения составляла около 70 человек на один квадратный километр. Расовый состав Уиллифорда по данным переписи распределился следующим образом: 96,83 % белых, 3,17 % — представителей смешанных рас.
Из 32 домашних хозяйств в 25 % — воспитывали детей в возрасте до 18 лет, 43,8 % представляли собой совместно проживающие супружеские пары, в 6,3 % семей женщины проживали без мужей, 43,8 % не имели семей. 40,6 % от общего числа семей на момент переписи жили самостоятельно, при этом 18,8 % составили одинокие пожилые люди в возрасте 65 лет и старше. Средний размер домашнего хозяйства составил 1,97 человек, а средний размер семьи — 2,61 человек.
Население города по возрастному диапазону по данным переписи 2000 года распределилось следующим образом: 19 % — жители младше 18 лет, 9,5 % — между 18 и 24 годами, 27 % — от 25 до 44 лет, 27 % — от 45 до 64 лет и 17,5 % — в возрасте 65 лет и старше. Средний возраст жителей составил 42 года. На каждые 100 женщин в Уиллифорде приходилось 110 мужчин, при этом на каждые сто женщин 18 лет и старше приходилось 112,5 мужчин также старше 18 лет.
Средний доход на одно домашнее хозяйство в городе составил 11 875 долларов США, а средний доход на одну семью — 20 000 долларов. При этом мужчины имели средний доход в 11 250 долларов США в год против 11 250 долларов среднегодового дохода у женщин. Доход на душу населения в городе составил 27 942 доллара в год. 30 % от всего числа семей в городе и 29,6 % от всей численности населения находилось на момент переписи населения за чертой бедности, при этом из них 71,4 % были моложе 18 лет и ни одного — в возрасте 65 лет и старше.